# Jessica Allain
Jessica R. Williams o Jessica Allain (nacida el 17 de febrero de 1997) es una actriz y modelo inglesa. Protagonizó la película de terror Thriller (2018). Sus otras películas incluyen La lavandería (2019), Texas Chainsaw Massacre (2022) y Fear (2023).

## Primeros años
Allain es de Londres. Nació de padre barbadense y madre santalucensa. Asistió a la Escuela de Teatro Sylvia Young. Comenzó su carrera en el modelaje cuando tenía dieciséis años.

## Carrera
En 2015, Allain hizo su debut en televisión y cine con pequeños papeles en un episodio de la comedia Yonderland de Sky One, así como en las películas Misión imposible: nación secreta y Eddie the Eagle. También apareció en el vídeo musical de "Catch Me If You Can" de Walking on Cars. Allain consiguió su primer papel protagónico como Lisa Walker en la película de terror Thriller de 2018. Al año siguiente, interpretó a Simone en la película de comedia dramática de Steven Soderbergh La lavandería sobre los Papeles de Panamá. Tuvo un pequeño papel en la película independiente de superhéroes Archenemy.
En 2022, Allain interpretó a Catherine en la novena entrega de la franquicia Texas Chainsaw Massacre en Netflix. Allain apareció en la película de terror Fear y en la miniserie The Continental: From the World of John Wick, un spin-off de John Wick en tres partes que se estrenó en Peacock y Amazon Prime.

## Filmografía

### Películas
| Año  | Título                           | Papel              | Notas        |
| ---- | -------------------------------- | ------------------ | ------------ |
| 2015 | I Know                           | Jessica            | Cortometraje |
| 2015 | Misión imposible: nación secreta | Azafata            |              |
| 2015 | Eddie the Eagle                  | Olímpica británico |              |
| 2018 | The Honor List                   | Head Morrisette    |              |
| 2018 | Thriller                         | Lisa Walker        |              |
| 2019 | CIROC: What Men Want             | Diana              | Cortometraje |
| 2019 | La lavandería                    | Simone             |              |
| 2020 | Two Eyes                         | Alasen             |              |
| 2020 | Archenemy                        | Melissa            |              |
| 2022 | Texas Chainsaw Massacre          | Catherine          |              |
| 2023 | Fear                             | Meg                |              |
| 2023 | The Perfect Knight               | Alie               | Cortometraje |

### Televisión
| Año  | Título                                       | Papel | Notas                                |
| ---- | -------------------------------------------- | ----- | ------------------------------------ |
| 2015 | Yonderland                                   | Chica | Episode: "Careful What You Wish For" |
| 2023 | The Continental: From the World of John Wick | Lou   | Miniserie                            |